# South-West Oxford
South-West Oxford es un municipio canadiense situado en la provincia de Ontario.

## Superficie
South-West Oxford tiene una superficie de 369,61 km².

## Demografía
En 2021, tenía 7583 habitantes, una densidad poblacional de 20,5 hab./km², y 2708 viviendas.